# Eupyrrhoglossum venustum
Eupyrrhoglossum venustum är en fjärilsart som beskrevs av Rothschild och Jordan 1910. Eupyrrhoglossum venustum ingår i släktet Eupyrrhoglossum och familjen svärmare. Inga underarter finns listade i Catalogue of Life.

## Bildgalleri